# ¿Qué cocinaré hoy?
¿Qué cocinaré hoy?, llamado originalmente ¿Qué cocinaré? y también conocido como Recetario Nicolini, es un libro de recetas de gastronomía peruana e internacional publicado desde 1959.

## Historia

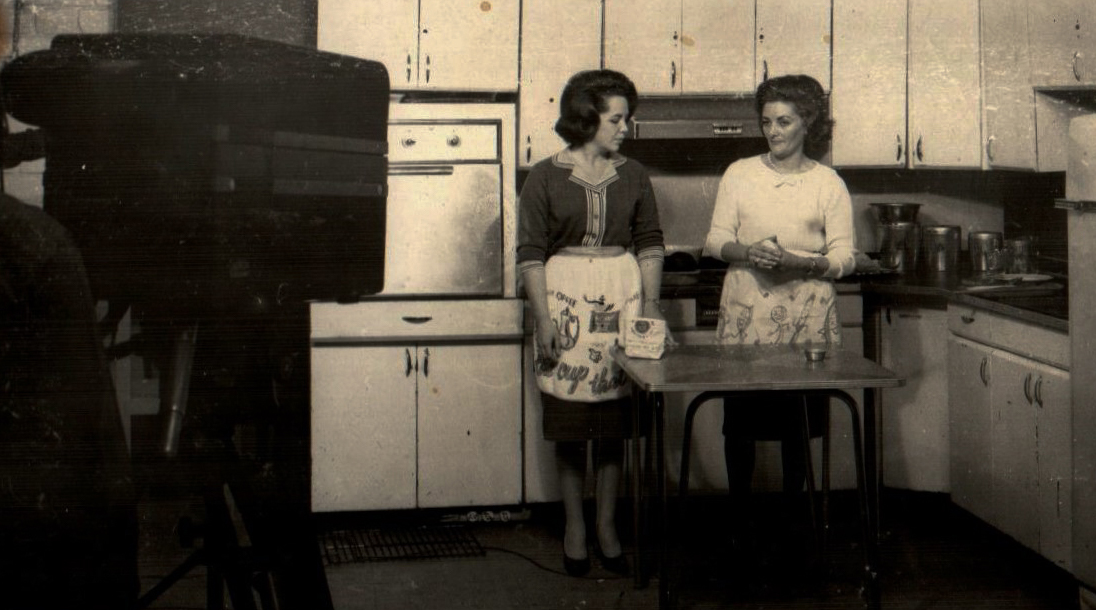
Teresa Ocampo (izquierda) acompañada de una invitada en el set de televisión de ¿Qué cocinaré hoy?

Su origen está vinculado al programa de televisión ¿Qué cocinaré hoy? (emitido desde 1959 a 1967 por Panamericana Televisión), un espacio televisivo donde Teresa Ocampo enseñaba a cocinar, y quien, con apoyo de Carlota Oliart de Ocampo, su madre, también participó en la redacción del recetario. Desde entonces, el libro de cocina ha sido continuamente reeditado y actualizado, alcanzando gran difusión y marcando el canon de la cocina casera elaborada por amas de casa. Es publicado por Alicorp, empresa peruana que posee la marca de fideos Nicolini que le da su nombre.